# John Chayka
John Chayka, född 9 juni 1989, är en kanadensisk före detta ishockeyspelare, idrottsledare och befattningshavare som var senast general manager för ishockeyorganisationen Arizona Coyotes i National Hockey League (NHL).

## Spelare
John Chayka spelade juniorishockey i ishockeyligorna South-Central Triple A Hockey League (SCTA), Golden Horseshoe Junior Hockey League (GHL), Maritime Junior A Hockey League (MJAHL), British Columbia Hockey League (BCHL) och Ontario Junior Hockey League (OJHL).

### Statistik
| 2004–2005    | St. Catharines Sabres    | SCTA         | 56  | 20 | 33 | 53  | 0  | —  | — | — | — | — |
| 2005–2006    | Thorold Blackhawks       | GHL          | 1   | 0  | 0  | 0   | 0  | —  | — | — | — | — |
|              | St. Catharines Falcons   | GHL          | 29  | 3  | 3  | 6   | 0  | —  | — | — | — | — |
| 2006–2007    | Thorold Blackhawks       | GHL          | 32  | 14 | 13 | 27  | 22 | —  | — | — | — | — |
|              | Welland Jr. Canadians    | GHL          | 14  | 8  | 14 | 22  | 12 | 6  | 3 | 3 | 6 | 0 |
| 2007–2008    | Woodstock Slammers       | MJAHL        | 50  | 14 | 39 | 53  | 8  | 4  | 1 | 4 | 5 | 2 |
| 2008–2009    | Woodstock Slammers       | MJAHL        | 51  | 24 | 56 | 80  | 55 | 7  | 1 | 2 | 3 | 0 |
| 2009–2010    | Cowichan Valley Capitals | BCHL         | 4   | 1  | 2  | 3   | 0  | —  | — | — | — | — |
|              | Oakville Blades          | OJHL         | 4   | 0  | 1  | 1   | 2  | —  | — | — | — | — |
| MJAHL totalt | MJAHL totalt             | MJAHL totalt | 101 | 38 | 95 | 133 | 63 | 11 | 2 | 6 | 8 | 2 |
| GHL totalt   | GHL totalt               | GHL totalt   | 76  | 25 | 30 | 55  | 34 | 6  | 3 | 3 | 6 | 0 |

## Yrkeskarriär
År 2009 var han med och delgrundade statistikföretaget Stathletes Inc. och var involverad i det fram till 2015. År 2014 avlade han en kandidatexamen i företagsekonomi vid University of Western Ontario. Den 1 juni 2015 blev Chayka anställd av Coyotes som assisterande general manager med specialområde rörande statistik. Den 12 april 2016 meddelade Coyotes att de hade sparkat sin general manager Don Maloney efter att ishockeyorganisationen missade slutspel för fjärde året i rad. Den 5 maj blev det offentligt att de befordrade Chayka till att ersätta Maloney vid 26 års ålder, han blev då den yngsta general managern någonsin i nordamerikansk lagidrott. Den 12 juli 2017 fick han ytterligare arbetsuppgifter när han även blev chef för hela organisationens ishockeyverksamhet. Den  Den 26 juli 2020 avgick han på sina positioner hos Coyotes.
Han och hans fru äger företaget Compass Restaurant Group, som äger nästan 30 snabbmatsrestauranger, tillhörande Wendy's, i Kanada.